# 2020년 하계 올림픽 미국 선수단
미국은 2021년 7월 23일부터 8월 8일까지 일본 도쿄에서 열린 제32회 하계 올림픽에 참가했다.
원래 2020년 여름에 개최될 예정이었던 올림픽은 코로나19 범유행으로 인해 2021년 7월 23일부터 8월 8일로 연기되었다. 미국 선수들은 소련의 아프가니스탄 침공에 항의하여 미국이 보이콧한 1980년 모스크바 하계 올림픽을 제외하고는 현대의 모든 하계 올림픽에 출전해 왔다. 미국의 개막식 기수는 야구선수 에디 알바레스(Eddy Alvarez)와 농구선수 수 버드(Sue Bird)였다. 창던지기 선수 Kara Winger가 폐막식의 기수였다. 하계 올림픽에서 세 번째 연속으로 미국은 남자 선수보다 여자 선수가 더 많았다(남자 285명, 여자 330명).
미국은 금메달 39개, 은메달 41개, 동메달 33개로 총 113개의 메달을 획득하며 대회를 마쳤다. 이 개인 총합은 대회 마지막 날 총 3개의 금메달(여자 농구, 여자 옴니엄, 여자 배구)이 중국의 총 금메달 38개를 넘어선 후 각각 대회 최고 기록이었다. 전체적으로, 총 메달 수는 미국이 46개의 금메달과 총 121개의 메달을 획득한 리우데자네이루에서 5년 전보다 약간 낮았다.
2028년 하계 올림픽 개최 도시가 로스앤젤레스인 만큼 미국은 2024년 파리 하계 올림픽을 개최하는 프랑스와 함께 개최국 일본보다 먼저 개막식 입장 행진을 벌였다.

## 출전 선수
| 종목           | 남자 | 여자 | 전체 |
| -------------- | ---- | ---- | ---- |
| 양궁           | 3    | 3    | 6    |
| 아티스틱스위밍 | 빈칸 | 2    | 2    |
| 육상           | 63   | 65   | 128  |
| 배드민턴       | 3    | 1    | 4    |
| 야구           | 24   | 빈칸 | 24   |
| 농구           | 12   | 16   | 28   |
| 복싱           | 5    | 5    | 10   |
| 카누           | 2    | 2    | 4    |
| 사이클         | 9    | 18   | 27   |
| 다이빙         | 5    | 6    | 11   |
| 승마           | 5    | 4    | 9    |
| 펜싱           | 9    | 9    | 18   |
| 축구           | 0    | 18   | 18   |
| 골프           | 4    | 4    | 8    |
| 체조           | 6    | 14   | 20   |
| 유도           | 1    | 3    | 4    |
| 가라테         | 3    | 1    | 4    |
| 근대5종        | 1    | 1    | 2    |
| 조정           | 13   | 24   | 37   |
| 럭비           | 12   | 12   | 24   |
| 요트           | 6    | 7    | 13   |
| 사격           | 11   | 9    | 20   |
| 스케이트보드   | 6    | 6    | 12   |
| 소프트볼       | 빈칸 | 15   | 15   |
| 스포츠클라이밍 | 2    | 2    | 4    |
| 서핑           | 2    | 2    | 4    |
| 수영           | 25   | 28   | 53   |
| 탁구           | 3    | 3    | 6    |
| 테니스         | 6    | 6    | 12   |
| 태권도         | 0    | 2    | 2    |
| 트라이애슬론   | 2    | 3    | 5    |
| 배구           | 16   | 16   | 32   |
| 수구           | 13   | 13   | 26   |
| 역도           | 4    | 4    | 8    |
| 레슬링         | 9    | 6    | 15   |
| 전체           | 285  | 330  | 615  |